# Nevendon
Nevendon – wieś w Anglii, w Esseksie. W 1931 roku civil parish liczyła 373 mieszkańców. Nevendon jest wspomniana w Domesday Book (1086) jako Nezendena.